# 우리아 (헷 사람)

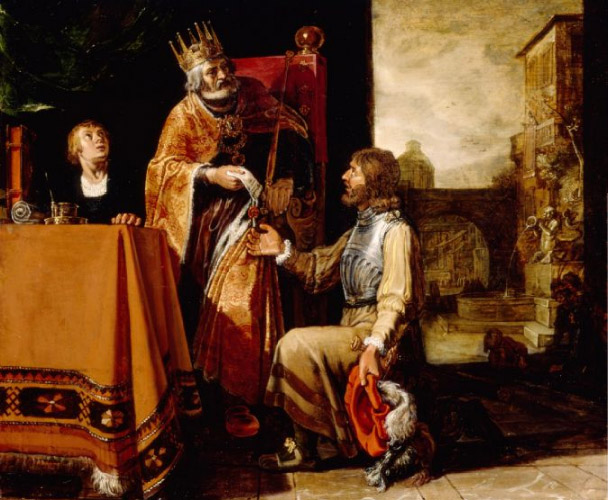
피터 라스트만(Pieter Lastman)의 작품. 우리아에게 편지를 건네주는 다윗, (1619년)

헷 사람 우리아(Uriah the Hittite, 히브리어: אוּרִיָּת ַחִתִּי ʾŪrīyyā haḤītī)는 사무엘기에 언급된 히브리어 성경의 작은 인물로, 이스라엘 왕국과 유다의 왕인 다윗 군대의 정예 군인이자 엘리암의 딸 밧세바의 남편이다. 우리아가 해외에서 다윗의 군대에서 복무하고 있는 동안, 다윗은 그의 궁전 옥상에서 그의 도시를 내려다보고 그 뜰의 은밀한 곳에서 목욕하는 밧세바를 정탐했다. 그녀를 보고 정욕에 사로잡힌 다윗은 밧세바를 데려오라고 청하여 그녀와 동침하여 그녀를 임신시켰다. 다윗은 자신의 잘못을 숨기기 위해 우리아를 전쟁터에서 집으로 불러왔다. 그와 밧세바가 성관계를 갖고 그 아이를 우리아의 소유로 물려줄 수 있기를 바랐기 때문이다. 그러나 훈련받은 군인이었던 우리아는 아내를 방문하기를 거부했다. 그래서 다윗은 우리아의 모든 동료들에게 전투 중에 그를 버리라고 명령하여 그를 대리 살해했고, 결국 우리아는 적군에게 죽임을 당했다. 우리아가 죽은 후, 다윗은 밧세바를 여덟 번째 아내로 맞이했다.